# Muret-et-Crouttes
Muret-et-Crouttes är en kommun i departementet Aisne i regionen Hauts-de-France i norra Frankrike. Kommunen ligger  i kantonen Oulchy-le-Château som ligger i arrondissementet Soissons. År 2022 hade Muret-et-Crouttes 111 invånare.

## Befolkningsutveckling
Antalet invånare i kommunen Muret-et-Crouttes
Referens: INSEE